# Guillem Caballé
Guillem Caballé i Vicente nació el 17 de abril de 1971 en Sitges (Barcelona)  aunque toda su familia proviene de un pequeño pueblo de La Ribera D’Ebre: Flix. Es un locutor español de radio, publicidad y presentador de TV. 

## Biografía
Su pasión por la radio empezó pronto, a los 13 años, cuando hizo sus primeros pinitos como colaborador en Radio Flix. 
Al cumplir 18 años, Radio Mora de Ebre, una emisora mixta de la SER y de 40 Principales lo fichó para la franja de radio fórmula. A los 6 meses lo trasladan a Ràdio Reus, donde estaría 3 años y medio ejerciendo de DJ de 40. Durante esos años pasa varios meses en Radio Madrid realizando turnos de “Satélite”, una especie de selección de los mejores DJ de radio de España para formar parte de la plantilla de “Cadena” a nivel nacional.
En 1993 pasa a formar parte de la Plantilla de Los 40 Principales en Madrid para emitir a nivel nacional.
En 40 presenta gran variedad de programas, desde radio fórmula a programas propios y clásicos de la cadena: Del 40 al 1, El Gran Musical, La Noche Más Corta, Lo + 40, American TOP 40, Los especiales de Navidad, En tu casa o en la mía y un largo etcétera. Destaca sobre todo por su etapa como presentador del primer programa radiofónico sobre videojuegos a nivel estatal: Game 40, sobre el que se está realizando además un documental. Entrevista a todos los músicos y bandas de los 90 y dirige y presenta programas especiales como “La Noche de la Reina”: un programa de 5 horas de duración repasando la obra de Queen. 
Sus inicios en la TV nacional es en TVE2, donde es el principal presentador del programa musical “Clip, Clap Vídeo!” y más tarde el programa de videojuegos e informática “Bit a Bit”.
En 1997 pasa a formar parte de la plantilla de VJ de 40TV presentando su programa ROCKOLA, que estuvo en emisión hasta finales de 2004. Un programa de vídeos dedicados, en un formato irreverente, ácido y muy popular.
En 2005 ficha por MTV España para realizar el talk show Kabuki, un programa de humor, actuaciones en directo y vídeoclips para la cadena musical de Paramount. También es el VJ de diferentes listas nacionales e internacionales Top20 España, Europa y USA.
Presenta los MTV Video Music Awards de Múnich, Estocolmo y Madrid. 
En 2007 es fichado por Cadena 100 realizando durante 3 años el repaso a la lista Hot 100. En ese año empieza a ejercer con más frecuencia su profesión de locutor publicitario en catalán y castellano a nivel nacional. 
En 2011 empieza a presentar desde su propia casa el informativo diario de videojuegos “El Píxel” para MeriStation, la revista de internet más popular de España y Latinoamérica.
En 2017 presenta el magacín para Twitch “Alt+F4” para eSports Vodafone, durante 6 meses.
Y finalmente en 2018 vuelve a la que siempre fue su casa, a Los 40 en su nuevo formato: Los 40 Classic. Allí conduce 3 horas de radio de 15:00 a 18:00 de lunes a viernes, con su particular estilo de humor y música.

## Radio
- De 1987 a 1989 - Ràdio Flix.
- En 1989 - Ràdio Mora d’Ebre.
- De 1989 a 1993 - Ràdio Reus Cadena SER.
- De 1988 a 2001 - Cadena 40 Principales.
- De 2005 a 2010 - Cadena 100.
- De 2019 a la actualidad - Los 40 Classic.

## Televisión
- De 1993 a 1995 - TVE2.
- De 1998 a 2004 - Los 40 TV.
- De 2005 a 2008 - MTV España.
- De 2011 a 2013 - MeriStation TV.
- De 2017 a 2018 - eSports Vodafone TV.

## Locutor de publicidad
Desde 2005 hasta la actualidad es locutor de publicidad y doblaje en español y catalán. Es voz corporativa de varias compañías como: 
| Disneyland París | Línea Directa | BMW                      | Renfe       | LEGO    |
| Canal Viajar     | Hyundai       | Opel                     | Range Rover | Vueling |
| Peugeot          | Volvo         | Viajes "El Corte Inglés" | Babybel     | Citroën |

## Premios
Premios Ondas:
- Plantilla de 40 Principales 1993 a la Mejor Radio musical española con 6 millones de oyentes. DJ de Cadena.

- Por el programa 53 de Localia Cataluña 2003. Colaborador.
- Por el programa de 40 Principales - "En tu casa o en la mía". Creador y director.
- De publicidad  2019 por la campaña “Ruiditos” de Pingüino Torreblanca para Seguros El Corte Inglés. Voz en Catalán.

Micrófono de Oro:
- 2007 por la Plantilla de Cadena 100 a la mejor radio musical.